# 117568 Yadame
117568 Yadame este un asteroid din centura principală de asteroizi.

## Descriere
117568 Yadame este un asteroid din centura principală de asteroizi. A fost descoperit pe 5 martie 2005 la Kitami de Kin Endate. Asteroidul prezintă o orbită caracterizată de o semiaxă mare de 2,55 ua, o excentricitate de 0,20 și o înclinație de 12,9° în raport cu ecliptica.